# Giriwetan
Giriwetan is een bestuurslaag in het regentschap Magelang van de provincie Midden-Java, Indonesië. Giriwetan telt 1694 inwoners (volkstelling 2010).